# Campionato italiano di pugilato professionisti maschile dei pesi superpiuma
Il Campionato italiano di pugilato pesi superpiuma organizzato dalla FPI, è la massima competizione pugilistica in Italia riservata ai pugili professionisti il cui peso è compreso tra 57,153 e 58,967 kg. Gli atleti vincitori si fregiano del titolo di campione d'Italia dei pesi superpiuma.

La prima edizione si svolse a Novara il 11 dicembre 1970, quando Mario Redi sconfisse Oronzo Pesare ai punti su 12 riprese.

## Albo d'oro pesi superpiuma

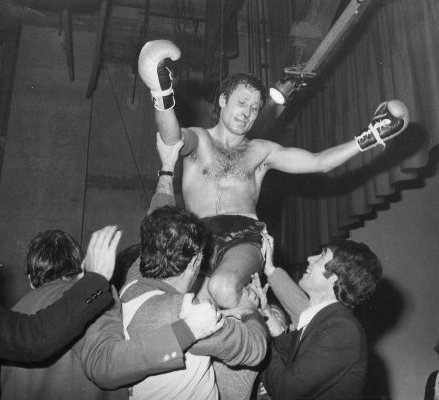
Giovanni Girgenti, primatista dei pesi superpiuma con 8 titoli italiani vinti consecutivamente

| Ed. | Data       | Luogo                    | Campione d'Italia     | Verdetto    | Sfidante              |
| --- | ---------- | ------------------------ | --------------------- | ----------- | --------------------- |
| 1   | 11/12/1970 | Novara                   | Mario Redi            | PT 12       | Oronzo Pesare         |
| 2   | 17/03/1971 | Bologna                  | Oronzo Pesare         | PT 12       | Mario Redi            |
| 3   | 06/06/1971 | Sondrio                  | Ugo Poli              | KOT (IM) 5  | Oronzo Pesare         |
| 4   | 18/08/1971 | Castrovillari            | Mario Sanna           | PT 12       | Ugo Poli              |
| 5   | 29/10/1971 | Novara                   | Mario Sanna           | KOT 5       | Oronzo Pesare         |
| 6   | 05/08/1972 | Morbegno                 | Ugo Poli              | PT 12       | Mario Redi            |
| 7   | 18/11/1972 | Cantù                    | Ugo Poli              | KOT (IM) 10 | Bruno Pieracci        |
| 8   | 16/12/1972 | Morbegno                 | Ugo Poli              | PT 12       | Piero Meraviglia      |
| 9   | 21/04/1973 | Morbegno                 | Ugo Poli              | SQ 7        | Mario Sanna           |
| 10  | 17/11/1973 | Marsala                  | Giovanni Girgenti     | PT 12       | Mario Redi            |
| 11  | 19/02/1974 | Marsala                  | Giovanni Girgenti     | PT 12       | Giorgio Merlin        |
| 12  | 04/06/1974 | Marsala                  | Giovanni Girgenti     | PARI 12     | Ugo Poli              |
| 13  | 02/08/1974 | San Felice Circeo        | Giovanni Girgenti     | PARI 12     | Mario Sanna           |
| 14  | 03/12/1974 | Marsala                  | Giovanni Girgenti     | PT 12       | Natale Vezzoli        |
| 15  | 01/02/1975 | Mazaro del Vallo         | Giovanni Girgenti     | PT 12       | Giuseppe Agate        |
| 16  | 28/02/1975 | Latisana                 | Giovanni Girgenti     | PT 12       | Giuseppe Martucci     |
| 17  | 18/04/1975 | Milano                   | Giovanni Girgenti     | KOT (AB) 8  | Giuseppe Mura         |
| 18  | 02/08/1975 | Porto Torres             | Giuseppe Mura         | KOT (AB) 7  | Giovanni Girgenti     |
| 19  | 26/12/1975 | Brescia                  | Natale Vezzoli        | KO 10       | Giuseppe Mura         |
| 20  | 14/05/1976 | Brescia                  | Natale Vezzoli        | PT 12       | Renzo Battistelli     |
| 21  | 11/09/1976 | Nepi                     | Salvatore Liscapade   | PT 12       | Ugo Poli              |
| 22  | 14/12/1976 | Magliano Sabina          | Salvatore Liscapade   | PT 12       | Giovanni Girgenti     |
| 23  | 09/03/1977 | Rieti                    | Salvatore Liscapade   | PT 12       | Biagio Pierri         |
| 24  | 29/05/1977 | Taurisano                | Salvatore Liscadape   | KOT 3       | Giuseppe Agate        |
| 25  | 08/10/1977 | Morbegno                 | Carlo Frassinetti     | SQ 8        | Ugo Poli              |
| 26  | 21/01/1978 | Cinisello Balsamo        | Biagio Pierri         | PT 12       | Carlo Frassinetti     |
| 27  | 14/04/1978 | Milano                   | Aristide Pizzo        | KOT 8       | Biagio Pierri         |
| 28  | 29/09/1978 | Milano                   | Aristide Pizzo        | KOT (IM) 2  | Salvatore Liscapade   |
| 29  | 24/02/1979 | Isernia                  | Salvatore Liscapade   | PT 12       | Cosimo Lavino         |
| 30  | 19/05/1979 | Canepina                 | Salvatore Liscapade   | PT 12       | Sergio Emili          |
| 31  | 04/08/1979 | Tarquinia                | Salvatore Liscapade   | PT 12       | Salvatore Fabrizio    |
| 32  | 14/12/1979 | Milano                   | Aristide Pizzo        | KOT (AB) 6  | Cosimo Lavino         |
| 33  | 30/05/1980 | Firenze                  | Aristide Pizzo        | PT 12       | Franco Siddu          |
| 34  | 20/12/1980 | Ostia                    | Alessandro Nardi      | KOT (AB) 10 | Natale Vezzoli        |
| 35  | 25/03/1981 | Lucca                    | Luigi De Rosa         | SQ 10       | Alessandro Nardi      |
| 36  | 18/06/1981 | Milano                   | Aristide Pizzo        | KOT (AB) 4  | Luigi De Rosa         |
| 37  | 01/11/1981 | Chiavenna                | Alfredo Raininger     | KOT (AB) 10 | Salvatore Liscapade   |
| 38  | 30/12/1981 | Loano                    | Lorenzo Paciullo      | KOT (IM) 5  | Alfredo Raininger     |
| 39  | 05/03/1982 | Sorrento                 | Lorenzo Paciullo      | KOT (IM) 9  | Franco Siddu          |
| 40  | 07/05/1982 | Gioia Tauro              | Lorenzo Paciullo      | NC 12       | Luigi De Rosa         |
| 41  | 11/08/1982 | Brindisi                 | Lorenzo Paciullo      | PT 12       | Luigi De Rosa         |
| 42  | 01/10/1982 | Palermo                  | Lorenzo Paciullo      | PT 12       | Franco Siddu          |
| 43  | 29/12/1982 | Amalfi                   | Alfredo Raininger     | PT 12       | Lorenzo Paciullo      |
| 44  | 10/09/1983 | Pistoia                  | Marco Gallo           | PT 12       | Potito Di Muro        |
| 45  | 16/03/1983 | Viterbo                  | Marco Gallo           | KOT (IM) 10 | Alessandro Nardi      |
| 46  | 07/06/1984 | Vieste                   | Marco Gallo           | KOT 1       | Angelo Bizzarro       |
| 47  | 21/11/1984 | Lucca                    | Marco Gallo           | KOT (IM) 7  | Alfredo Raininger     |
| 48  | 12/04/1985 | Lucca                    | Marco Gallo           | KO 5        | Giuseppe La Vite      |
| 49  | 27/09/1985 | Lucca                    | Marco Gallo           | KOT (IM) 10 | Giuseppe La Vite      |
| 50  | 21/03/1986 | Parma                    | Salvatore Curcetti    | PT 12       | Antonio Renzo         |
| 51  | 30/08/1986 | Omignano                 | Salvatore Curcetti    | PT 12       | Claudio Nitti         |
| 52  | 02/08/1987 | San Felice Circeo        | Piero Morello         | PT 12       | Antonio Renzo         |
| 53  | 30/07/1988 | Farneta                  | Gianni Di Napoli      | KOT (IM) 4  | Antonio Renzo         |
| 54  | 13/05/1989 | Frosinone                | Claudio Nitti         | KOT (IM) 8  | Salvatore Curcetti    |
| 55  | 06/11/1989 | Rozzano                  | Gianni Di Napoli      | PT 12       | Claudio Nitti         |
| 56  | 19/06/1991 | Parma                    | Salvatore Curcetti    | PT 12       | Piero Morello         |
| 57  | 18/09/1991 | Marano                   | Paziente Adobati      | KOT (IM) 3  | Salvatore Curcetti    |
| 58  | 26/10/1991 | Fano                     | Paziente Adobati      | PT 12       | Michele La Fratta     |
| 59  | 13/06/1992 | Trescore                 | Paziente Adobati      | PT 12       | Salvatore Curcetti    |
| 60  | 22/10/1992 | Verbania                 | Michele La Fratta     | PT 12       | Paziente Adobati      |
| 61  | 04/06/1993 | Macomer                  | Giorgio Campanella    | KOT (IM) 6  | Paziente Adobati      |
| 62  | 12/11/1993 | Verbania                 | Giorgio Campanella    | PT 12       | Michele La Fratta     |
| 63  | 21/01/1994 | Morciano                 | Giorgio Campanella    | PT 12       | Paziente Adobati      |
| 64  | 07/10/1994 | Pozzuoli                 | Athos Menegola        | KOT (IM) 11 | Michele La Fratta     |
| 65  | 22/03/1995 | San Benedetto del Tronto | Maurizio Stecca       | PT 12       | Athos Menegola        |
| 66  | 27/01/1996 | Acquaviva Picena         | Silvano Usini         | PT 12       | Athos Menegola        |
| 67  | 11/04/1996 | Grosseto                 | Silvano Usini         | KOT 9       | Massimo Conte         |
| 68  | 19/05/1996 | Battipaglia              | Silvano Usini         | KO 5        | Jorge A. Pompe        |
| 69  | 02/11/1996 | Reggio Emilia            | Silvano Usini         | KOT 10      | Massimo Bertozzi      |
| 70  | 05/04/1997 | Avezzano                 | Silvano Usini         | SQ 8        | Massimo Conte         |
| 71  | 04/10/1997 | San Prisco               | Prisco Perugino       | PT 12       | Silvano Usini         |
| 72  | 29/07/1998 | Avezzano                 | Stefano Zoff          | SQ 7        | Prisco Perugino       |
| 73  | 30/12/1998 | Monfalcone               | Stefano Zoff          | KOT (IM) 2  | Massimo Conte         |
| 74  | 26/06/1999 | Benevento                | Stefano Zoff          | KOT (AB) 4  | Prisco Perugino       |
| 75  | 12/05/2000 | Grosseto                 | Prisco Perugino       | KOT 4       | Massimo Conte         |
| 76  | 22/06/2001 | Marina di Grosseto       | Athos Menegola        | PT 10       | Michele Landi         |
| 77  | 28/09/2001 | Deiva Marina             | Athos Menegola        | PT (DT) 7   | Michele Landi         |
| 78  | 20/04/2002 | Aprica                   | Athos Menegola        | PT 10       | Michele Landi         |
| 79  | 28/11/2003 | Avezzano                 | Ivan Fiorletta        | PT 10       | Michele Landi         |
| 80  | 20/07/2004 | Avezzano                 | Ivan Fiorletta        | PT 10       | Paolo Zanelli         |
| 81  | 22/09/2006 | Cortemaggiore            | Massimiliano Chiofalo | PARI (DT) 1 | Antonio De Vitis      |
| 82  | 21/12/2006 | Piacenza                 | Antonio De Vitis      | PT 10       | Massimiliano Chiofalo |
| 83  | 07/08/2010 | Avezzano                 | Devis Boschiero       | KO 9        | Ivan Fiorletta        |
| 84  | 06/05/2011 | Schiavonia               | Devis Boschiero       | KOT 8       | Luigi Mantegna        |
| 85  | 11/11/2011 | Torino                   | Benoit Manno          | PT 10       | Luigi Mantegna        |
| 86  | 25/02/2012 | Savigliano               | Benoit Manno          | PT 10       | Angelo Ardito         |
| 87  | 27/07/2012 | Castel Volturno          | Andrea Scarpa         | KOT 9       | Nicola Cipolletta     |
| 88  | 25/01/2013 | Santena                  | Andrea Scarpa         | KOT 2       | Floriano Pagliara     |
| 89  | 13/07/2013 | Marina di Cecina         | Floriano Pagliara     | PT 10       | Nicola Cipolletta     |
| 90  | 25/10/2013 | Cecina                   | Angelo Ardito         | SQ 10       | Floriano Paglia       |
| 91  | 26/09/2014 | Porto Santo Stefano      | Angelo Ardito         | PARI 10     | Nicola Cipolletta     |
| 92  | 18/07/2015 | Sequals                  | Mario Pisanti         | PT 10       | Alessandro Balestri   |
| 93  | 27/11/2015 | Scandicci                | Mario Pisanti         | PT 10       | Angelo Ardito         |
| 94  | 20/05/2016 | Roma                     | Mario Alfano          | PT 10       | Emiliano Salvini      |
| 95  | 05/11/2016 | Siena                    | Mario Alfano          | PT 10       | Angelo Ardito         |
| 96  | 28/01/2017 | Frosinone                | Alessandro Micheli    | PT 10       | Daniele Limone        |